# Deutsche Sledge-Eishockey Liga 2013/14
Die Saison 2013/14 war die 14. Spielzeit der Deutschen Sledge-Eishockey Liga. Die Saison startete am 19. Oktober 2013 und endete am 30. März 2014. Der mehrheitlich aus Spielern der niederländischen Nationalmannschaft bestehende Kölner Eis-Klub gewann erneut die Meisterschaft und verteidigte damit seinen Titel aus dem Vorjahr. Die Ice Lions Langenhagen waren punktgleich mit den Cardinals Dresden, hatten allerdings das bessere Torverhältnis.

## Teilnehmer
Am Spielbetrieb nahmen die gleichen Mannschaften wie im Vorjahr teil, darunter zwei Spielgemeinschaften aus Kamen und Wiehl sowie aus Bremen und Adendorf.
- SG Bremer Pirates/Adendorfer EC
- Cardinals Dresden
- Heidelberg Ice Knights
- SG Kamen/Wiehl
- Ice Lions Langenhagen
- Kölner Eis-Klub

## Modus
Die sechs teilnehmenden Mannschaften trugen die Spielzeit im Ligasystem aus. Dabei spielte jedes Team insgesamt zehnmal und somit zweimal gegen jede andere Mannschaft. Insgesamt umfasste die Saison 30 Spiele. Für einen Sieg gab es drei Punkte. Bei einem Unentschieden folgte ein Penaltyschießen. Der Sieger des Penaltyschießens erhielt zwei Punkte, der unterlegenen Mannschaft wurde ein Zähler gutgeschrieben.

## Abschlusstabelle
Abkürzungen: Sp = Spiele, S = Siege, SnP = Siege nach Penaltyschießen, NnP = Niederlage nach Penaltyschießen, N = Niederlagen, Pkt = Punkte
|    |                        | Sp | S | SnP | NnP | N  | Tore   | Pkt |
| -- | ---------------------- | -- | - | --- | --- | -- | ------ | --- |
| 1. | Kölner Eis-Klub        | 10 | 9 | 0   | 0   | 1  | 68:012 | 27  |
| 2. | Ice Lions Langenhagen  | 10 | 7 | 0   | 0   | 3  | 69:013 | 21  |
| 3. | Cardinals Dresden      | 10 | 7 | 0   | 0   | 3  | 50:020 | 21  |
| 4. | SG Bremen/Adendorf     | 10 | 4 | 1   | 0   | 5  | 42:030 | 14  |
| 5. | SG Kamen/Wiehl         | 10 | 2 | 0   | 1   | 7  | 20:046 | 7   |
| 6  | Heidelberg Ice Knights | 10 | 0 | 0   | 0   | 10 | 06:133 | 0   |